# Agriocnemis victoria
Agriocnemis victoria – gatunek ważki z rodziny łątkowatych (Coenagrionidae).